# 狩火之王
《狩火之王》是日本作家日向理惠子所著的小說，2018年12月至2020年9月期間經Holp出版（ほるぷ出版）發行實體書，山田章博擔綱插圖，共4冊；另有1冊在2021年12月出版的外傳。由SIGNAL.MD擔任動畫製作，西村純二擔任導演所改編的電視動畫，於2023年1月14日在WOWOW等電視頻道首播。

## 角色列表
灯子（聲：久野美咲）
11歲的少女，孤兒出身且個性唯唯諾諾 ，為了採草藥照顧養母而被炎魔攻擊，千鈞一髮之際被狩火者-灰十所救—導致傷重不治。為了將保護自己而喪生的狩火者的遺物交給他的家人，聽從養母的建議前往首都。
煌四（聲：石毛翔彌）
15歲的學生，狩火者-灰十的兒子。居住在首都，學業成績十分優秀，聽聞父親意外喪命感到徬徨時，接受篝火族長油百七的收養，同時在油百七手下進行雷火的秘密研究。
明樂（聲：坂本真綾）
流浪的狩火者，擁有光明和克服困難的能力，灯子前往首都途中因龍神毀壞回收車而結識，將灯子視同自己的妹妹般照顧，對因炎魔攻擊意外造成照三重傷感到自責，遂與灯子等人一同行動。
爐六（聲：細谷佳正）
來自島上的狩火者，對油百七在雷火方面的秘密研究表示懷疑，另一方面也對其養子煌四感到很有興趣。
綺羅（聲：早見沙織）
燠火家唯一的女兒，美麗聰明且落落大方，十分歡迎被父親收養的煌四和緋名子，也對煌四有淡淡的好感。對父親在雷火方面的秘密研究並不知情但也深感不安。
緋名子（聲：山口愛）
煌四的妹妹同時也是狩火者-灰十的女兒，本身體弱多病，因為龐大的醫療支出是哥哥煌四接受油百七收養的原因之一。
阿知（聲：國立幸）
被遺棄在樹林裡。
照三（聲：小林千晃）
回收車上的一名乘務員，負責照顧灯子的工作，當乘務員僅僅只因這份工作薪水較高，炎魔偷襲時為了保護灯子和火穗而受重傷。
火穗（聲：小市真琴）
因村里發生變故，被派去驅魔的新娘，但並非出於自身意願而不願與他人交流，回收車毀壞後與灯子相處一段時間後個性改變不少，最終決定一輩子照顧受重傷的照三。
油百七（聲：三宅健太）
篝火家族的族長兼假肉工廠的廠長。
火華（聲：名塚佳織）
油百七的妻子，年齡不詳的妖豔女子，來自貧民窟。
焚三（聲：宮野真守）
服務燠火家的年輕醫生。
灰十（聲：三木真一郎）
煌四和緋名子的父親。
紅緒（聲：原優子）
驅魔新娘。出生於竹工藝村，性格好。
螢（聲：宮本侑芽）
召集車上的驅魔新娘。出生於陶器村，個性不拘小節、謹慎。
炸六（聲：真木駿一）
回收車的負責人，矮小的老人。
炎千（聲：上田燿司）

火十（聲：綿貫龍之介）
學院的歷史老師，受到學生的讚賞。
柳（聲：大原沙耶香）

桐（聲：島村侑）

雲雀（聲：石田彰）
神族。
旁白（聲：榊原良子）

## 電視動畫

### 主题曲
第一季
片頭曲
歌：
作詞：、石崎光，作曲、編曲：石崎光
片尾曲
歌：坂本真綾
作詞：坂本真綾，作曲：、，
第二季
片頭曲
歌：Cocco
作詞：Cocco，作曲、編曲：Cocco、根田孝旨
片尾曲
歌：坂本真綾
作詞、作曲：大江千里，編曲：河野伸

### 各話列表
| 話數   | 日文標題 | 中文標題   | 劇本   | 分鏡     | 演出                | 作畫監督 | 總作畫監督                    | 首播日期       |
| 第一季 | 第一季   | 第一季     | 第一季 | 第一季   | 第一季              | 第一季 | 第一季                        | 第一季         |
| ------ | -------- | ---------- | ------ | -------- | ------------------- | --- | ----------------------------- | -------------- |
| 1      |          | 啟程       | 押井守 | 西村纯二 | 西村纯二            | 池原百合子、中山和子 | 斋藤卓也                      | 2023年 1月14日 |
| 2      |          | 三名新娘   | 押井守 | 西村纯二 | 贞光绅也            | 中山和子、池原百合子、宇津木勇 | 黄濑和哉、海谷敏久            | 1月21日        |
| 3      |          | 世界的碎片 | 押井守 | 西村纯二 | 孙承希              | 细田沙织、苏诗宜、齐藤和也、中山和子 池原百合子、近藤健司、糸岛雅彦、吉田大洋                                                                                              | 斋藤卓也、海谷敏久            | 1月28日        |
| 4      |          | 摇火       | 押井守 | 西村纯二 | 久慈悟郎            | 中山和子、池原百合子、小牧容子、近藤健司 | 海谷敏久                      | 2月4日         |
| 5      |          | 蜘蛛之子   | 押井守 | 西村纯二 | 贞光绅也            | 柳昇希、姜美愛、金慶鎬、李官雨 | 黃瀨和哉、齋藤卓也            | 2月11日        |
| 6      |          | 首都       | 押井守 | 西村纯二 | 贞光绅也            | STUDIO MASSKET | 海谷敏久、黃瀨和哉            | 2月18日        |
| 7      |          | 邂逅       | 押井守 | 西村纯二 | 孫承希              | 柳昇希、金慶鎬、李官雨、姜美愛、朴在石 | 黃瀨和哉                      | 2月25日        |
| 8      |          | 眾神的庭園 | 押井守 | 西村纯二 | 菅野幸子            | 中山和子、宇津木勇、池原百合子 | 黄濑和哉、海谷敏久            | 3月4日         |
| 9      |          | 雷擊砲     | 押井守 | 西村纯二 | 长泽刚              | 柳昇希、金庆镐、李官雨、朴在石 | 海谷敏久                      | 3月11日        |
| 10     |          | 异形之子   | 押井守 | 西村纯二 | 贞光绅也            | 中山和子、岛田聪史、张金浩、赵珉、徐学文 | 黄濑和哉                      | 3月18日        |
| 第二季 |          |            |        |          |                     | |                               |                |
| 11     |          | 月鐮       | 押井守 | 西村纯二 | 菅野幸子            | 中山和子、竹中真吾、島田聰史 Son Sopheapanha Khiev Sothina、Poeu Dennychan Norodom Reth Virekbot、韓邵而、Revival                                                          | 海谷敏久                      | 2024年 1月14日 |
| 12     |          | 雷轟       | 押井守 | 西村纯二 | 貞光紳也            | Revival、吳曉偉、徐學文 徐學武、徐晨寅、梁家園 | 不適用                        | 1月21日        |
| 13     |          | 巨木       | 押井守 | 西村纯二 | 川並卓弘            | 谷口繁則、矢田起也、清水椋大 渡邊一平太、上赤由香里、遠藤里蘭 藤彩七、川本和隆、江島明里、高橋菜奈 齋花、竹內寬、田倉佳乃、懸田扇子 等等力美穗、秦相子、西原千晶、竹中真吾 | 海谷敏久                      | 1月28日        |
| 14     |          | 埋火       | 押井守 | 押井守   | 久慈悟郎            | 中山和子、竹中真吾、 | 海谷敏久                      | 2月4日         |
| 15     |          | 樹海       | 押井守 | 西村純二 | 黃瀨和哉、 貞光紳也 | 不適用 | 黃瀨和哉                      | 2月11日        |
| 16     |          | 神宮       | 押井守 | 西村純二 | 貞光紳也            | Revival、竹中真吾、中山和子 | 海谷敏久                      | 2月18日        |
| 17     |          | 虛空之女   | 押井守 | 西村純二 | 上田茂              | 不適用 | 海谷敏久、竹中真吾            | 2月25日        |
| 18     |          | 天之獸     | 押井守 | 西村純二 | 貞光紳也            | 不適用 | 黃瀨和哉、 海谷敏久、竹中真吾 | 3月3日         |
| 19     |          | 姬神       | 押井守 | 西村純二 | 貞光紳也、 川並卓弘 | 不適用 | 黃瀨和哉、 海谷敏久、竹中真吾 | 3月10日        |
| 20     |          | 灯火       | 押井守 | 西村純二 | 貞光紳也            | 不適用 | 黃瀨和哉、 海谷敏久、竹中真吾 | 3月17日        |

## 外部連結
- 小說官方網站（日語）
- 電視動畫官方網站（日語）
- 電視動畫的X（前Twitter）（日語）
- 狩火之王-巴哈姆特（中文）